# دیوید آر. فرانسیس
دیوید رونالد فرانسیس (انگلیسی: David R. Francis; ۱ اکتبر ۱۸۵۰ – ۱۵ ژانویهٔ ۱۹۲۷) سیاست‌مدار و دیپلمات اهل ایالات متحده آمریکا بود. او در مناصب مختلفی از جمله شهردار سنت لوئیس، بیست و هفتمین فرماندار میسوری و وزیر کشور ایالات متحده آمریکا خدمت کرد. او سفیر آمریکا در روسیه بین 1916 و 1917، در طول انقلاب روسیه بود.